# Elin Nilsen
Pour les articles homonymes, voir Nilsen.
Elin Nilsen (née le 12 août 1968 à Mo i Rana) est une ancienne fondeuse norvégienne.

## Jeux olympiques
- Jeux olympiques d'hiver de 1992 à Albertville 
  -  Médaille d'argent en relais 4 × 5 km.
- Jeux olympiques d'hiver de 1994 à Lillehammer 
  -  Médaille d'argent en relais 4 × 5 km.
- Jeux olympiques d'hiver de 1998 à Nagano 
  -  Médaille d'argent en relais 4 × 5 km.

## Championnats du monde
- Championnats du monde de ski nordique 1991 à Val di Fiemme 
  -  Médaille de bronze en relais 4 × 5 km.
- Championnats du monde de ski nordique 1993 à Falun 
  -  Médaille de bronze en relais 4 × 5 km.
- Championnats du monde de ski nordique 1995 à Thunder Bay 
  -  Médaille d'argent en relais 4 × 5 km.
- Championnats du monde de ski nordique 1997 à Trondheim 
  -  Médaille d'argent en relais 4 × 5 km.
- Championnats du monde de ski nordique 2001 à Lahti 
  -  Médaille d'argent en relais 4 × 5 km.

## Coupe du monde
- Meilleur classement final: 5e en 1992.
- 3 podiums.